# 斯卡莱阿
斯卡莱阿（義大利語：Scalea），是意大利科森扎省的一个市镇。总面积22.03平方公里，人口10763人，人口密度488.6人/平方公里（2009年）。ISTAT代码为078138。